# Трепча
«Трепча» (серб. Рудник Трепча, алб. Miniera e Trepçës) — крупный промышленный комплекс в непризнанной республике Косово. Находится близ города Косовска Митровица. Вопрос принадлежности комбината является причиной спора между сербскими и косовскими властями.
Во времена Югославии на «Трепче» работало до 23 000 сотрудников, что делало его одним из крупнейших промышленных предприятий страны. В 1930-х годах британская компания приобрела права на использование рудника Стартнг около Митровицы. После Второй Мировой войны при социализме компания продолжила расширяться.

## Обзор
Предприятие «Трепча» было конгломератом из 40 шахт и заводов, расположенных преимущественно в Косове, а также частично в Черногории. Но ядром предприятия и источником большей части сырья был крупный горнодобывающий комплекс к востоку от Митровицы на севере Косова.

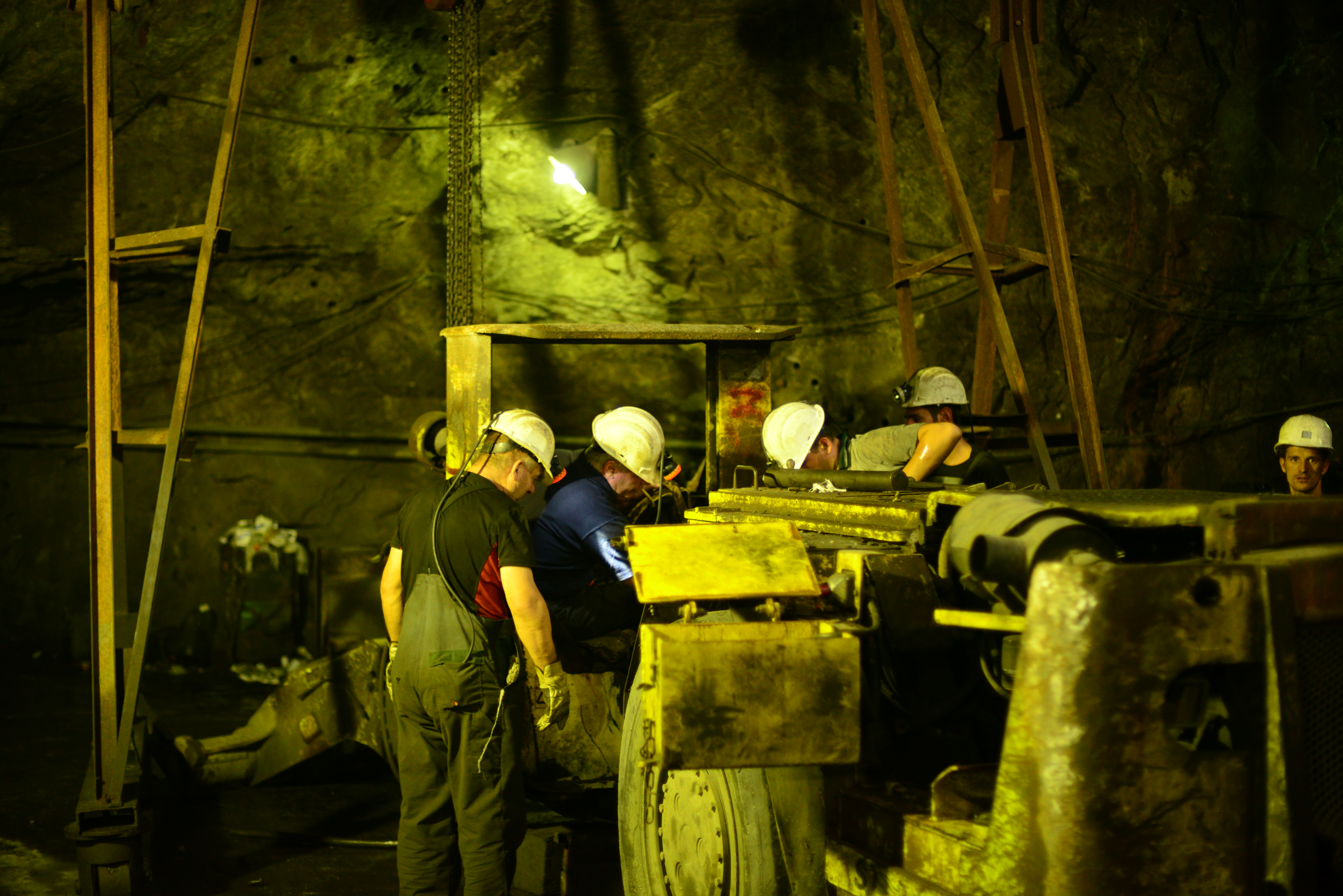
Внутри рудника «Трепча»

Однако после закрытия нескольких шахт и заводов в конце 1980-х и в 1990-х годах, горнодобывающий комплекс «Трепча» в Косове сейчас насчитывает только семь свинцовых и цинковых шахт, три обогатительные фабрики, один металлургический завод и один цинковый завод. Шахты подразделяются в зависимости от их географического расположения: Северная цепь, Средняя цепь и Южная цепь
По данным на 2002 год, это все, что осталось от огромного комплекса, на котором в 1980-е годы работало 20 000 рабочих, и на долю которого приходилось 70 % минеральных богатств Югославии. Сейчас работы на рудниках остановлены.
На рудниках ещё есть запас 60,5 млн тонн руды с содержанием 4,96 % свинца, 3,3 % цинка и 74,4 г/т серебра, что означает три миллиона тонн свинца, два миллиона тонн цинка и 4500 тонн серебра.

## История

### До средневековья
Римляне, когда захватили эти иллирийские территории, были поражены их навыками по добыче и переработке различных полезных ископаемых: золота, серебра, свинца, железа и меди. Узнав об этом, римский император Траян решил переселить одно из иллирийских племён на рудники Трансильвании, чтобы иллирийцы могли там работать и одновременно учить других рабочих искусству добычи руды. Многие сооружения здесь были построены ещё в период Римской империи. Главная крепость была построена для римского города Муниципиум Дарданорум, являвшегося столицей римской провинции Дардания. С распадом Римской империи и славянской миграцией добыча на рудниках была приостановлена до средневековья.

### Средневековье
Согласно сохранившимся сведениям, добыча была возобновлена в средние века, и стала достаточно интенсивной с 1303 года. Эта деятельность отвечала интересам сербских властелей и их королей, поскольку она финансировала военную деятельность, в частности строительство крепостей вдоль долины Ибара для защиты от Османской империи.
15 июня 1389 года в нескольких километрах к югу от рудников произошла знаменитая Битва на Косовом поле, но работа на рудниках продолжалась, поскольку властели, которым принадлежали эти рудники, сохраняли свою независимость. На рудниках турецкие надсмотрщики игнорировали представителей сербских владельцев и пытались предотвратить экспорт серебра. Добыча была прервана из-за анархии в руководстве и ухода квалифицированных рабочих, но с 1455 года рудники были снова взяты под турецкое управление. Турки усовершенствовали сербский горный кодекс и активно эксплуатировали Трепчу и другие рудники для обеспечения сырьём фабрик, производящих монеты и оружие, до 1685 года, до Великой Турецкой войны. C этого времени в связи с оттоком сербского населения из края начинается быстрый упадок всех балканских рудников, что также быстро парализовало добычу золота, серебра и свинца на рудниках Ново-Брдо.

### Selection Trust
В 1925 году британская компания Selection Trust провела масштабные геологоразведочные работы, которые показали огромный потенциал рудного месторождени. В 1927 году она запустила дочернюю компанию Trepča Mines Limited в Лондоне. В 1930 году шахта Stan Trg была открыта на месте средневековых рудников. Название Stan Trg — это опечатка британской администрации шахты, полученная из топонима Stari Trg, который на сербском языке означает старое место или старый рынок. Как ни странно, очевидная опечатка не была исправлена ни в более позднем документе, ни в плане шахты. Во время немецкой оккупации Югославии в период Второй мировой войны эта шахта поставляла 40 % свинца, используемого в нацистской военной промышленности.

### Упадок
К концу 1980-х годов на комплексе «Трепча» работали более 20 000 человек. Он обеспечивал до 70% ВВП Косова. Во время Косовской войны сербы и албанцы боролись за контроль над комплексом. В 2000 году комплекс был занят силами KFOR, преодолевая сопротивление сербских рабочих. Сейчас часть объектов контролируется властями частично-признанной Республики Косово, а часть — лояльными Белграду сербскими властями Косовской Митровицы. Из-за споров по поводу предприятия, большая часть его объектов бездействует. По некоторым оценкам, для возобновления деятельности предприятия потребуется $650 млн инвестиций.
После окончания Косовской войны ООН организовала на территории «Трепчи» лагеря для беженцев «Житковац», «Кабларе» и «Чесмин Луг». Там поселили семьи цыган, ашкали и балканских египтян. Позднее ВОЗ обнаружила превышение уровня свинца в крови проживающих там беженцев, после чего лагеря были закрыты («Житковац» и «Кабларе» в 2006 году, а «Чесмин Луг» — в 2010 году).

Панорама «Трепчи»